# 観音町 (金沢市)
観音町（かんのんまち）は、石川県金沢市の町名。一～三丁目がある。三丁目の一部を除き住居表示実施済み。

## 地理
東山、卯辰町との中間に位置している。

## 歴史
- 1616年（元和元年）- 町立て。
- 幕末 - 加賀国河北郡金沢城下観音町が存在。加賀藩領。
- 1871年8月29日（明治4年7月14日） - 廃藩置県により金沢県の管轄となる。
- 1872年（明治5年）
  - 日付不詳 - 旧来の観音町を一丁目、観音大工町を二丁目、観音坂下を三丁目とする。
  - 3月10日（2月2日） - 金沢県が改称して石川県となる。
- 1879年（明治12年）12月17日 - 郡区町村編制法施行により、金沢区発足。同区の町名となる。
- 1889年（明治22年）4月1日 - 市制施行により、金沢市発足。同市の町名となる。
- 1966年（昭和41年）9月1日 - 住居表示実施により、一丁目・二丁目の全部及び三丁目の一部が東山1丁目となる。
- 2019年（令和元年）5月1日 - 旧町名復活事業実施により、かつての町域が復活する。

## 世帯数と人口
2022年（令和4年）9月1日現在の世帯数と人口は以下の通りである。
| 町丁        | 世帯数 | 人口  |
| ----------- | ------ | ----- |
| 観音町1丁目 | 31世帯 | 56人  |
| 観音町2丁目 | 29世帯 | 55人  |
| 観音町3丁目 | 25世帯 | 45人  |
| 計          | 85世帯 | 156人 |

## 小・中学校の学区
市立小・中学校に通う場合、学区は以下の通りとなる。
| 番地 | 小学校             | 中学校             |
| ---- | ------------------ | ------------------ |
| 全域 | 金沢市立兼六小学校 | 金沢市立兼六中学校 |

## 交通

### 鉄道
- 町内に鉄道駅はない。

### バス
- 北鉄金沢バス 卯辰山線　天神橋バス停

### 道路
- 町内を通過する国道、県道はない。

## 施設
- ひがし茶屋休憩館（旧涌波家住宅）